# Vișina, Tulcea
Vișina (în trecut Pașacâșla) este un sat în comuna Jurilovca din județul Tulcea, Dobrogea, România. Se află în partea de sud a județului, pe malul nordic al lacului Golovița.